# Pleuronea fenestrata
Pleuronea fenestrata is een mosdiertjessoort uit de familie van de Tubuliporidae. De wetenschappelijke naam van de soort is, als Idmidronea fenestrata, voor het eerst geldig gepubliceerd in 1859 door Busk.